# Aldabrinus aldabrinus
Aldabrinus aldabrinus är en spindeldjursart som beskrevs av Chamberlin 1930. Aldabrinus aldabrinus ingår i släktet Aldabrinus och familjen Garypinidae. Inga underarter finns listade i Catalogue of Life.